# Медицинский факультет Императорского Харьковского университета
Медицинский факультет Императорского Харьковского университета — один из факультетов открытого в 1805 году Императорского Харьковского университета.

## История

### 1805—1835
В соответствии с общероссийским Университетским уставом 1804 года медицинский факультет был открыт как отделение врачебных и медицинских наук. В Харьковском университете он состоял из всех предусмотренных уставом 6 кафедр:
1. Анатомии, физиологии и судебной врачебной науки — Людвиг Осипович Ванноти (1805—1811), Иван Дмитриевич Книгин (1811—1826), Александр Саввич Венедиктов (1826—1835)
2. Патологии, терапии и клиники — Вильгельм Фёдорович Дрейсиг (1807—1819), И. Д. Книгин (1819—1829), Иван Николаевич Рейпольский (1823—1835)
3. Хирургии — Павел Михайлович Шумлянский (1805—1814), Степан Григорьевич Колумна-Вигура (1814—1821), Николай Иванович Еллинский (1821—1833), Пётр Александрович Бутковский (с 1834)
4. Повивального искусства — Абрам Яковлевич Калькау (1805—1812), Иван Петрович Каменский (1811—1819), Осип Пантелеевич Богородицкий (1824—1826), Адриан Иванович Блументаль (1827—1833)
5. Скотолечения — Фёдор Васильевич Пильгер (1806—1823), Христиан Адольфович Экеблад (1824—1834)
6. Врачебного веществословия, фармации и врачебной словесности — Георгий Георгиевич Корритари (1805—1810), Фердинанд Иванович Гизе (1810—1811), Л. И. Ванноти (1811—1814), Михаил Прохорович Болгаревский (1812—1816), Яков Никитич Громов (1816—1837), П. А. Бутковский (1834—1835)

Первым деканом стал врач-хирург П. М. Шумлянский (1805—1806, 1808—1812, 1816). Деканами были также Коритари (1807), И. Д. Книгин (1813, 1816—1826), В. Ф. Дрейсиг (1813—1815), Н. И. Еллинский (1827—1830), А. И. Блументаль (1831—1835).
Фактически, из-за отсутствия желающих обучаться на медицинском отделении, регулярное преподавание началось лишь в 1811 году, в связи с чем первый полноценный выпуск состоялся в 1814 году. До этого, в 1808 году был выпущен 1 лекарь, в 1809 — 2 лекаря, в 1812 — 1 лекарь; наконец, в 1814 году было выпущено 6 кандидатов медицины и 2 лекаря.

### 1835—1863

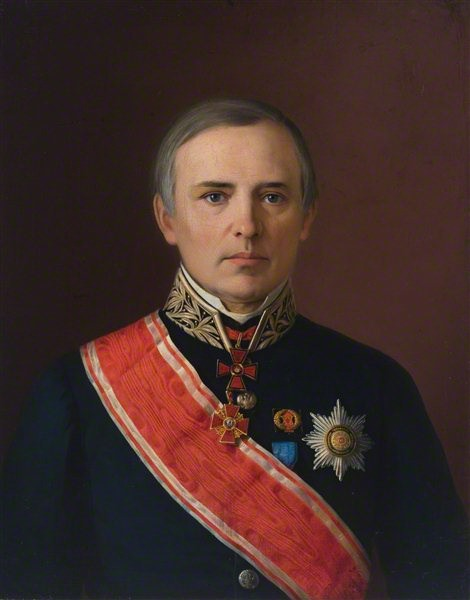
Портрет профессора Наполеона Демьяновича Галицкого работы Викентия Слендзинского, 1868 г.

Университетский устав 1835 года требовал увеличение числа кафедр до 10. Из такой сложной кафедры как анатомия были выведены в отдельные кафедры физиология и судебная медицина (к физиологии была присоединена общая патология, а к судебной медицине — история медицины); хирургия была разделена на теоретическую и практическую; появилась кафедра семиотики.
1. Анатомии — Иван Фёдорович Леонов (1834—1837), Пётр Андреевич Наранович (1837—1853), Тимофей Степанович Иллинский (1853—1856), Ипполит Осипович Вилкомирский (1856—1861), Вилем Душан Лямбль (с 1860)
2. Физиологии — Иван Осипович Калениченко (1836—1863)
3. Семиотики — Фёдор (Фридрих) Карлович Альбрехт (1838—1863)
4. Частной патологии, терапии и терапевтической клиники — А. И. Блументаль (1831—1837), П. А. Бутковский (1835—1844), Ф. К. Альбрехт (1838—1864)[1], Карл Александрович Демонси (1844—1867)
5. Хирургии умозрительной — П. А. Бутковский (1835—1837), Адольф Карлович Струве (1837—1862)
6. Хирургии операционной, глазных болезней и хирургической клиники — П. А. Бутковский (1835—1837), Тит Лаврентьевич Ванцетти (1837—1853), П. А. Наранович (1853—1858), А. К. Струве (1858—1859), Вильгельм Фёдорович Грубе (1859—1898)
7. Повивального искусства, женских и детских болезней — Фёдор Иванович Ган (1835—1859)
8. Судебной медицины, медицинской полиции, истории и литературы медицины, энциклопедии и методологии — барон Роберт Христофорович Дабелов (1837—1843), Андрей Вильгельмович Линк (1838—1848)[2], Иван Афанасьевич Свиридов (1840—1861), Альберт Самойлович Питра (1854—1865)
9. Скотолечения — Наполеон Демьянович Галицкий (1837—?), Карл Флорианович Вишневский (1838—1847)
10. Врачебного веществословия — П. А. Бутковский (1839—1842), Егор Степанович Гордеенко (1838—1839, 1842—1859), Григорий Семёнович Рындовский (1838—1863), Александр Петрович Робинзон (1859—1862), Дмитрий Иванович Киселёв (1863—1864)

А. И. Блументаль был деканом до 1837 года; затем деканами были: Ф. И. Ган (1837—1857) и Ф. К. Альбрехт (1858—1863).
Число студентов выросло с 88 в 1844 году до 233 в 1853 году; в 1861 году их было ещё 209, а в следующем, 1862 году — всего 122.
Неравномерным по годам было и число выпускников: всего по 6 лекарей в 1838 и 1846 годах; но 58 — в 1854 году, 43 — в 1853 году и 41 — в 1863 году. 

### 1863—1883

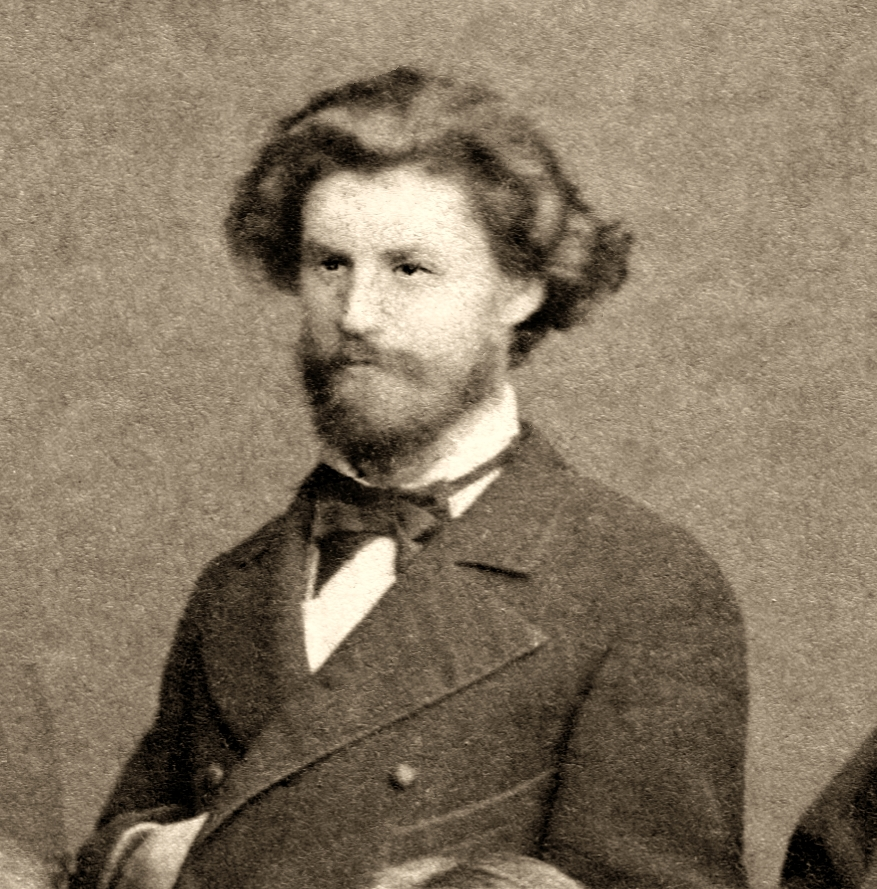
И. А. Прощаков — фрагмент фото выпускников факультета 1877 года

Университетский устав 1863 года способствовал дальнейшей узкой специализации кафедр; им было предусмотрено уже 17 кафедр:
1. Анатомия здорового человека — В. Д. Лямбль (до 1865), Иван Карлович Вагнер (1864—1888)
2. Патологическая анатомия — В. Д. Лямбль (1861—1871), Иван Николаевич Оболенский (1871—1873), Владимир Платонович Крылов (1873—1902)
3. Физиология — Иван Петрович Щелков (1861—1886)
4. Общая патология — И. П. Щелков (1863—1865), Никанор Адамович Хржонщевский (1865—1867), Николай Сергеевич Афанасьев (1869—1870), В. Д. Лямбль (1869—1871), И. Н. Оболенский (1871—1886)
5. Эмбриология, гистология и сравнительная анатомия — В. Д. Лямбль (1861—1867), Н. А. Хржонщевский (1867—1869), И. П. Щелков (1869—1870), И. К. Вагнер (1870—1871), Алексей Францевич Масловский (1863—1872), Константин Захарович Кучин (1871—1891), Зосима Иванович Стрельцов (1875—1885)
6. Общая терапия и врачебная диагностика (здесь же история медицины и энциклопедия[3]) — Иван Николаевич Станкевич (1864—1882), Николай Лаврентьевич Залесский (1883—1893), Д. И. Киселёв (1860—1886)
7. Специальная патология и терапия (с обязательными курсами нервных и душевных болезней и дерматологии) — К. И. Демонси (1863—1867), Яков Семёнович Креминский (1868—1884), Александр Харитонович Кузнецов (1870?—1884), Павел Иванович Ковалевский (1878—1894)
8. Терапевтическая факультетская клиника — К. И. Демонси (1863—1865), Людвиг Адольфович Маровский (1866—1868), Валериан Григорьевич Лашкевич (1869—1888)
9. Теоретическая хирургия (при ней офтальмология и учение о мочеполовых заболеваниях с клиниками) — Л. Л. Гиршман (1870-1905)
10. Хирургическая факультетская клиника
11. Хирургическая госпитальная клиника
12. Акушерство (при ней детские болезни с клиникой)
13. Судебная медицина, гигиена и медицинская полиция — Дмитрий Алексеевич Котелевский (1869—1870)
14. Медицинская химия и физика
15. Фармакогнозия и фармация
16. Фармакология теоретическая и экспериментальная.

Фактически не были выделены в отдельные кафедры только офтальмология, венерология и гигиена.

### 1883—1917
По Уставу 1884 года число медицинских кафедр увеличилось до 23-х, а в Харьковском университете — до 24-х: отдельную кафедру составили детские болезни с клиникой. 
1. Анатомия здорового человека — М. А. Попов (1885—1901)

П. И. Ковалевский был деканом в 1889—1894 годах.